# Nuradiłowo
Nuradiłowo (ros. Нурадилово) – wieś w Dagestanie, w Rejonie Chasawiurckim. W 2021 roku liczyła 4708 mieszkańców.

## Geografia
Wieś jest położona w zachodnim Dagestanie, niedaleko od granicy z Czeczenią, na zachód od miasta Chasawiurt. Na południe od wsi przebiega droga federalna R-217 «Kaukaz».